# Journal of Industrial Ecology
Das Journal of Industrial Ecology ist eine begutachtete wissenschaftliche Fachzeitschrift, die von Wiley seit 1997 herausgegeben wird. Chefredakteur ist Reid Lifset.
Die Zeitschrift veröffentlicht umweltwissenschaftliche Arbeiten zur Industriellen Ökologie und zum technischen Wandel, z. B. Material- und Energieflussanalysen („industrieller Metabolismus“), Lebenszyklusanalysen und Arbeiten zur Ökoeffizienz von Produkten und Produktionsweisen.
Der Impact Factor lag im Jahr 2016 bei 4,123, der fünfjährige Impact Factor bei 4,128. Damit lag das Journal beim Impact Factor auf Rang 8 von 31 wissenschaftlichen Zeitschriften in der Kategorie „grüne und nachhaltige Wissenschaft und Technologie“, auf Rang 10 von 49 Zeitschriften in der Kategorie Umweltingenieurwissenschaften und auf Rang 34 von insgesamt 229 in der Kategorie „Umweltwissenschaften“.